# Лодай (селище, Нью-Йорк)
Лодай (англ. Lodi) — селище (англ. village) в США, в окрузі Сенека штату Нью-Йорк. Населення — 254 особи (2020).

## Географія
Лодай розташований за координатами 42°36′48″ пн. ш. 76°49′19″ зх. д. / 42.61333° пн. ш. 76.82194° зх. д. (42.613400, -76.821978).  За даними Бюро перепису населення США в 2010 році селище мало площу 1,43 км², з яких 1,43 км² — суходіл та 0,01 км² — водойми.

## Демографія
Згідно з переписом 2010 року, у селищі мешкала 291 особа в 118 домогосподарствах у складі 81 родини. Густота населення становила 203 особи/км².  Було 142 помешкання (99/км²).
Расовий склад населення:
| - 97,6 % — білих - 1,0 % — азіатів - 0,7 % — корінних американців |

До двох чи більше рас належало 0,3 %. Частка іспаномовних становила 1,4 % від усіх жителів.
За віковим діапазоном населення розподілялося таким чином: 24,1 % — особи молодші 18 років, 62,8 % — особи у віці 18—64 років, 13,1 % — особи у віці 65 років та старші. Медіана віку мешканця становила 40,3 року. На 100 осіб жіночої статі у селищі припадало 122,1 чоловіків;  на 100 жінок у віці від 18 років та старших — 116,7 чоловіків також старших 18 років.
Середній дохід на одне домашнє господарство  становив 59 325 доларів США (медіана — 45 781), а середній дохід на одну сім'ю — 69 533 долари (медіана — 56 250). Медіана доходів становила 48 906 доларів для чоловіків та 45 893 долари для жінок. За межею бідності перебувало 10,4 % осіб, у тому числі 7,8 % дітей у віці до 18 років та 4,8 % осіб у віці 65 років та старших.
Цивільне працевлаштоване населення становило 212 осіб. Основні галузі зайнятості: освіта, охорона здоров'я та соціальна допомога — 33,0 %, публічна адміністрація — 15,6 %, мистецтво, розваги та відпочинок — 13,7 %.